# Armin Newerla
Armin Newerla (?, 19 d'agost de 1946 - ?, 24 d'octubre de 2015) va ser un advocat alemany. Entre 1975 i 1977 va actuar com a defensa legal dels líders de la primera generació de la Fracció de l'Exèrcit Roig (RAF) al judici de Stammheim. El 1980 va ser condemnat a tres anys i mig de presó, així com la prohibició d'exercici professional durant cinc anys més, per haver comès els delictes de contraban d'armes i altres objectes a l'ala d'alta seguretat de la presó de Stuttgart-Stammheim i donar suport a una organització terrorista.
Trajectòria

## Trajectòria
Es va llicenciar en dret per a la Universitat Ruprecht Karl de Heidelberg i va exercir d'advocat en un despatx de Stuttgart, juntament amb Klaus Croissant i Arndt Müller, que l'any 1975 va defensar a militants de la Fracció de l'Exèrcit Roig (RAF) en el judici de Stammheim. Juntament amb el seu company Müller, va ser un dels anomenats «advocats ambulants» del Comitè Internacional per a la Defensa dels Presos Polítics a l'Europa Occidental fundat per Croissant i Kurt Groenewold, que també tenia la funció de visitar freqüentment els acusats a la presó de Stuttgart-Stammheim. Aquests advocats van estar al servei de la RAF per transportar cartes secretes (kassibers), així com altres articles a les cel·les dels presoners, com ara 650 grams d'explosius i tres pistoles. Tal com va revelar més tard l'exmilitant de la RAF Volker Speitel, aleshores autònom del despatx d'advocats, els articles es van transportar mitjançant fitxers manuals preparats per ell mateix i disfressats de «correus de defensa». El 16 de febrer de 1977 va ser enxampat passant de contraban una bobina de calefacció enganxada entre els fitxers, cosa que va resultar en una multa de l'Ajuntament de Stuttgart.
El 30 d'agost de 1977 va ser arrestat per la policia alemanya, juntament amb el seu soci Hans-Joachim Dellwo, germà gran de l'antic militant de la RAF Karl-Heinz Dellwo, sota sospita de donar suport a una organització criminal després dels atacs mortals contra Siegfried Buback i Jürgen Ponto i al seu cotxe de Frankfurt del Main es trobessin 70 còpies del comunicat de la RAF «MOB» per motivar a companys. Quan el processament penal estava en marxa, el 18 d'octubre de 1977 es va produir la Nit de la mort de Stammheim, en la qual Andreas Baader, Gudrun Ensslin i Jan-Carl Raspe es van suïcidar, mentre que Irmgard Möller va sobreviure a la temptativa, però va quedar greument ferida. Una investigació posterior sobre l'incident va determinar que Baader i Raspe es van disparar amb pistoles introduïdes a la presó de contraban per Müller.
El 15 de juliol de 1978 es va emetre l'escrit d'acusació del fiscal general del Tribunal Federal de Justícia, en el qual se l'imputava el càrrec de donar suport a una organització terrorista. El 10 de setembre de 1979 va començar el judici i el 31 de gener de 1980 el Tribunal Regional Superior de Stuttgart el va declarar culpable de l'acusació. La sentència condemnatòria va ser de tres anys i mig de presó i cinc anys de prohibició d'exercir l'advocacia per Newerla, mentre que la de Müller va ser de quatre anys i vuit mesos de presó i cinc d'inhabilitació. Uns dies abans de l'anunci del veredicte, el 22 de gener de 1980, Müller i Newerla van presentar una sol·licitud conjunta en els seus processos penals per demostrar que Ensslin, Baader i Raspe havien estat assassinats per un estranger, després d'haver escoltat trucades telefòniques dels presidents dels Estats Units d'Amèrica i França, així com dels caps de govern del Regne Unit i la República Federal d'Alemanya.
Des de 1977 va complir la condemna en un bloc de cel·les de la presó de Heidenheim, que s'havia fet «a prova de terrorisme», juntament amb Croissant, que va ser condemnat a presó el 1979.